# 앤드루 스트로민저
앤드루 이벤 스트로민저(Andrew Eben Strominger, 1955–)는 미국의 이론물리학자이다. 끈 이론에 공헌하였다.

## 생애
하버드 대학교의 유명한 생화학자였던 잭 레너드 스트로민저(영어: Jack Leonard Strominger)의 아들로 태어났다. 미국 매사추세츠주에 있는 사립 고등학교인 케임브리지 스쿨 오브 웨스턴(영어: The Cambridge School of Weston)을 졸업하였다. 하버드 대학교에서 학사 과정을 1977년 졸업하였고, 매사추세츠 공과대학교에서 박사 학위를 1982년 수여받았다. 현재 하버드 대학교의 물리학 교수다.